# 德賴馬克施泰因山 (拉克斯山脈)
47°42′31″N 15°42′55″E / 47.708658°N 15.715415°E
德賴馬克施泰因山（德語：Dreimarkstein），是奧地利的山峰，位於該國東南部，由施泰爾馬克州負責管轄，屬於拉克斯山脈的一部分，海拔高度1,948米，每年平均降雨量1,409毫米。